# Copa de Algarve 1995
La Copa de Algarve de 1995 fue la segunda edición de este torneo. Es una competición anual de fútbol femenino organizada en la región de Algarve en Portugal.
El ganador de la Copa fue Suecia, quien derrotó a Dinamarca por 1 a 0 en la final.

## Equipos participantes
| - Dinamarca - Estados Unidos - Finlandia - Italia | - Noruega - Países Bajos - Portugal - Suecia |

## Fase de grupos

### Grupo A
| Equipo       | Pts | PJ | PG | PE | PP | GF | GC | DG |
| ------------ | --- | -- | -- | -- | -- | -- | -- | -- |
| Suecia       | 6   | 3  | 2  | 0  | 1  | 6  | 3  | +3 |
| Noruega      | 6   | 3  | 2  | 0  | 1  | 5  | 2  | +3 |
| Países Bajos | 3   | 3  | 1  | 0  | 2  | 2  | 4  | -2 |
| Italia       | 3   | 3  | 1  | 0  | 2  | 3  | 7  | -4 |

| 14 de marzo | Suecia                           | 4:0     | Italia | Lagos, |  |
|             | Videkull · Zeikfalvy · Andersson | Reporte |        |        |  |

| 14 de marzo | Noruega | 0:1 | Países Bajos | Silves, |  |
|             |         |     | Keereweer    |         |  |

| 16 de marzo | Noruega                   | 3:1 | Italia  | Quarteira, |  |
|             | Waage · Medalen · Aarønes |     | Fiorini |            |  |

| 16 de marzo | Suecia              | 2:1     | Países Bajos | Olhão, |  |
|             | Andersson · Andelen | Reporte | Pauw         |        |  |

| 17 de marzo | Países Bajos | 0:2 | Italia             | Vila Real de Santo António, |  |
|             |              |     | Baldelli · Guarino |                             |  |

| 17 de marzo | Suecia | 0:2     | Noruega         | Portimão, |  |
|             |        | Reporte | Medalen · Riise |           |  |

### Grupo B
| Equipo         | Pts | PJ | PG | PE | PP | GF | GC | DG  |
| -------------- | --- | -- | -- | -- | -- | -- | -- | --- |
| Dinamarca      | 9   | 3  | 3  | 0  | 0  | 10 | 0  | +10 |
| Estados Unidos | 6   | 3  | 2  | 0  | 1  | 5  | 2  | +3  |
| Finlandia      | 3   | 3  | 1  | 0  | 2  | 2  | 5  | -3  |
| Portugal       | 0   | 3  | 0  | 0  | 3  | 0  | 10 | -10 |

| 14 de marzo | Dinamarca                          | 5:0 | Portugal | Faro, |  |
|             | Krogh · Jensen · Madsen · Pedersen |     |          |       |  |

| 14 de marzo | Estados Unidos | 2:0 | Finlandia | Faro, |  |
|             | Lilly · Hamm   |     |           |       |  |

| 16 de marzo | Estados Unidos     | 3:0 | Portugal | Portimão, |  |
|             | Milbrett · Gabarra |     |          |           |  |

| 16 de marzo | Dinamarca                      | 3:0 | Finlandia | Silves, |  |
|             | Christensen · Kolding · Jensen |     |           |         |  |

| 17 de marzo | Dinamarca        | 2:0 | Estados Unidos | Lagos, |  |
|             | Jensen · Nielsen |     |                |        |  |

| 17 de marzo | Finlandia         | 2:0 | Portugal | Olhão, |  |
|             | Mäkinen · Heikari |     |          |        |  |

## Fase final

### 7.° puesto
| 19 de marzo | Italia                                              | 4:1 | Portugal | Lagos, |  |
|             | Carta 26' · Baldelli 34' · Guarino 89' · Morace 90' |     | Sequeira |        |  |

### 5.° puesto
| 19 de marzo | Finlandia   | 1:1 (3:4 p.) | Países Bajos | Portimão, |  |
|             | Mäkinen (7) |              | Kormacher    |           |  |

### 3.° puesto
| 19 de marzo | Noruega                                                             | 3:3 (4:2 p.) | Estados Unidos                      | Quarteira, |  |
|             | Sandberg 26' · A. Nymark Andersen 51' (pen.) · Myklebust 87' (pen.) |              | Akers 21' · Gabarra 28' · Foudy 55' |            |  |

### Final
| 19 de marzo | Suecia                      | 3:2     | Dinamarca | Loulé, |  |
|             | Olsson · Andelen · Nessvold | Reporte | Jensen    |        |  |

| Campeón           |
| Suecia 1.° título |

## Goleadoras
| Jugadora      | Goles |
| ------------- | ----- |
| Helle Jensen  | 6     |
| Carin Gabarra | 3     |
| Lena Videkull | 3     |